# Trois-Rivières (Somme)
Pour les articles homonymes, voir Trois-Rivières (homonymie).
Trois-Rivières est une commune située dans le département de la Somme, en région Hauts-de-France.
Il s'agit d'une commune nouvelle constituée le 1er janvier 2019 par la fusion des anciennes communes de Contoire, d'Hargicourt et de Pierrepont-sur-Avre, 

## Géographie

### Localisation
Trois-Rivières est un bourg picard situé dans la région naturelle du Santerre et du pays de l'Amiénois.
À vol d'oiseau, la commune est située à 7 km au sud-est de Moreuil, 8 km au nord-ouest de Montdidier, 18 km à l'ouest de Roye, 26 km au sud-est d'Amiens, 39 km au nord-ouest de Compiègne et à 44 km au nord-est de Beauvais.
Le territoire de la commune est limitrophe de ceux de dix communes.
Les communes limitrophes sont La Neuville-Sire-Bernard, Le Plessier-Rozainvillers, Hangest-en-Santerre, Davenescourt, Boussicourt, Gratibus, Bouillancourt-la-Bataille, Malpart, Aubvillers et Braches.

### Hydrographie

#### Réseau hydrographique

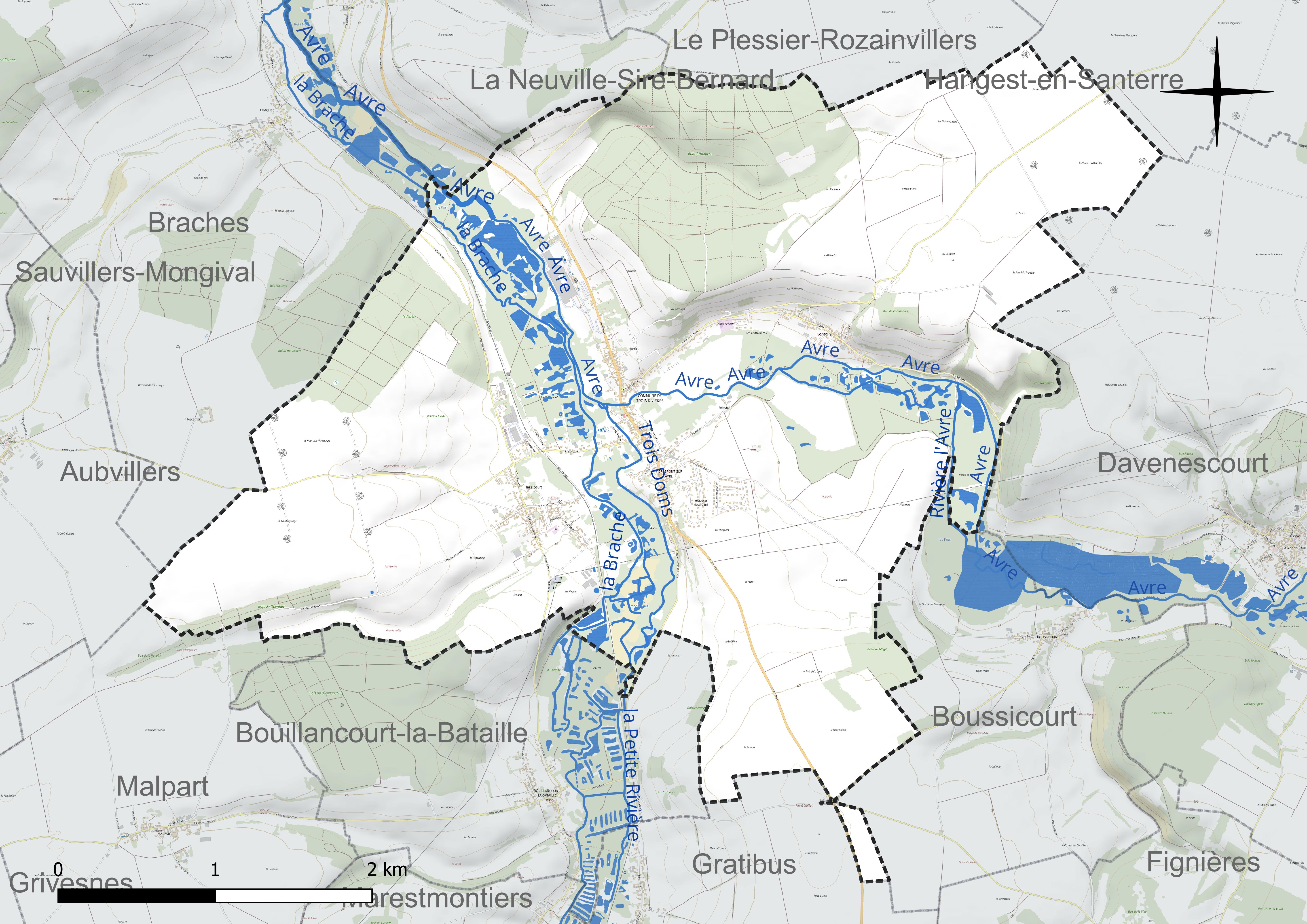
Réseau hydrographique de Trois-Rivières.

La commune est située dans le bassin Artois-Picardie. Elle est drainée par l'Avre, les Trois Doms et le Braches,.
L'Avre, d'une longueur de 66 km, prend sa source dans la commune de Amy, à 81 m d'altitude, et se jette  dans la Somme à Longueau, à 24 m d'altitude, après avoir traversé 31 communes.
Les Trois Doms, d'une longueur de 20 km, prend sa source dans la commune de Dompierre, à 83 mètres d'altitude, et se jette  dans l'Avre sur la commune, après avoir traversé douze communes.

#### Gestion et qualité des eaux
Le territoire communal est couvert par le schéma d'aménagement et de gestion des eaux (SAGE) « Somme aval et Cours d'eau côtiers ». Ce document de planification concerne un territoire de 1 835 km2 de superficie, délimité par le bassin versant de la Somme canalisée. Le périmètre a été arrêté le 29 avril 2010 et le SAGE proprement dit a été approuvé le 6 août 2019. La structure porteuse de l'élaboration et de la mise en œuvre est le syndicat mixte d'aménagement hydraulique du bassin versant de la Somme (AMEVA).
La qualité des cours d'eau peut être consultée sur un site dédié géré par les agences de l'eau et l'Agence française pour la biodiversité.

### Climat
Pour des articles plus généraux, voir Climat des Hauts-de-France et Climat de la Somme.
En 2010, le climat de la commune est de type climat océanique dégradé des plaines du Centre et du Nord, selon une étude du CNRS s'appuyant sur une série de données couvrant la période 1971-2000. En 2020, Météo-France publie une typologie des climats de la France métropolitaine dans laquelle la commune est exposée à un climat océanique et est dans la région climatique Nord-est du bassin Parisien, caractérisée par un ensoleillement médiocre, une pluviométrie moyenne régulièrement répartie au cours de l'année et un hiver froid (3 °C).
Pour la période 1971-2000, la température annuelle moyenne est de 10,6 °C, avec une amplitude thermique annuelle de 14,3 °C. Le cumul annuel moyen de précipitations est de 682 mm, avec 11,3 jours de précipitations en janvier et 8,3 jours en juillet. Pour la période 1991-2020, la température moyenne annuelle observée sur la station météorologique la plus proche, située sur la commune de Godenvillers à 14 km à vol d'oiseau, est de 11,1 °C et le cumul annuel moyen de précipitations est de 701,9 mm,. Pour l'avenir, les paramètres climatiques de la commune estimés pour 2050 selon différents scénarios d'émission de gaz à effet de serre sont consultables sur un site dédié publié par Météo-France en novembre 2022.

## Urbanisme

### Typologie
Au 1er janvier 2024, Trois-Rivières est catégorisée bourg rural, selon la nouvelle grille communale de densité à sept niveaux définie par l'Insee en 2022.
Elle est située hors unité urbaine. Par ailleurs la commune fait partie de l'aire d'attraction d'Amiens, dont elle est une commune de la couronne,. Cette aire, qui regroupe 369 communes, est catégorisée dans les aires de 200 000 à moins de 700 000 habitants,.

### Occupation des sols

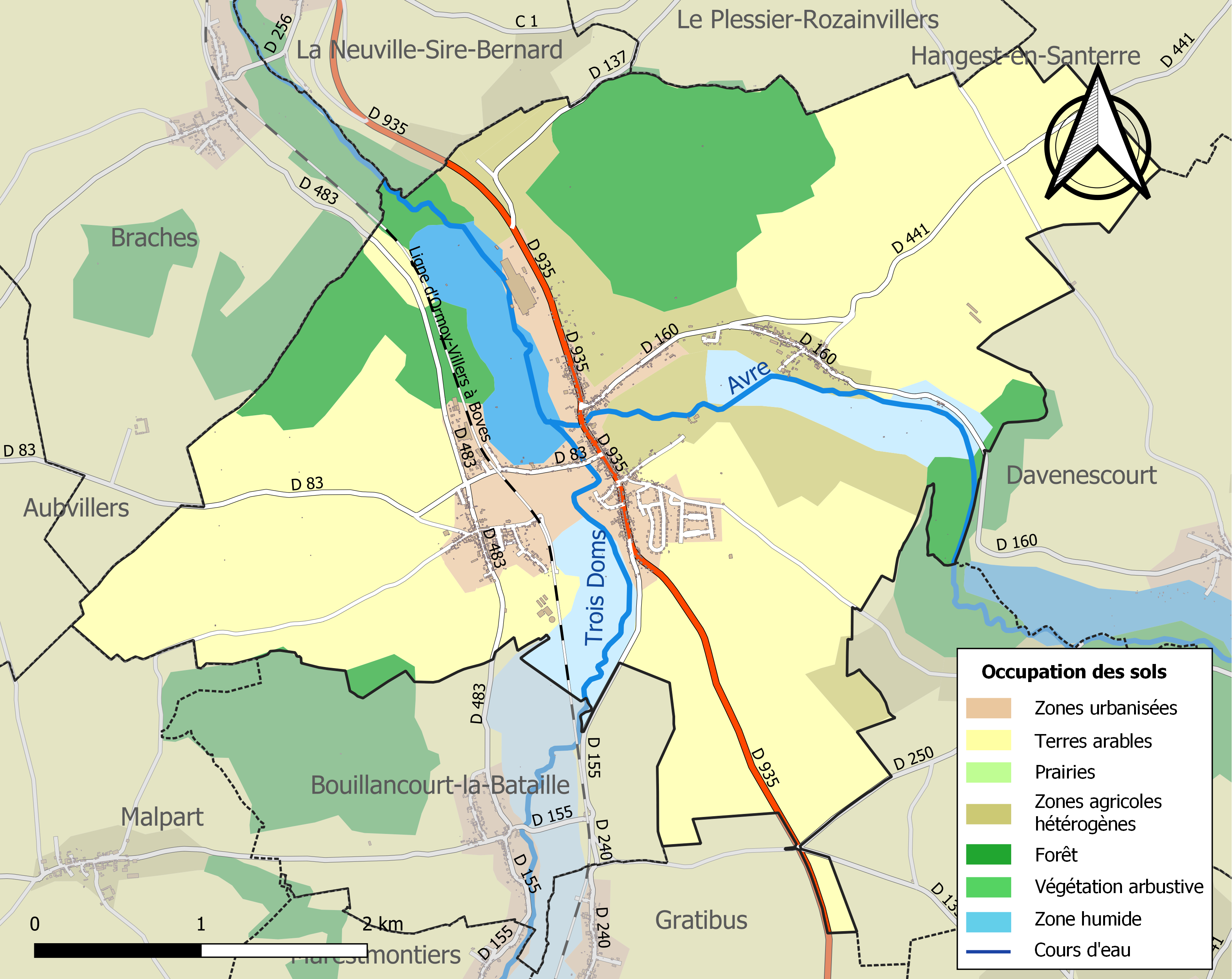
Carte des infrastructures et de l'occupation des sols de la commune en 2018 (CLC).

### Voies de communication et transports
Trois rivières est desservie par le tracé initial de l'ancienne route nationale 35 (actuelle RD 935) reliant Compiègne à Abbeville et donnant un accès aisé à Montdidier et Amiens.
La localité est desservie par des trains du réseau TER Hauts-de-France depuis la Gare d'Hargicourt - Pierrepont (Ligne P23 - Amiens <> Compiègne) ainsi que des autocars du réseau inter-urbain Trans'80, Hauts-de-France (ligne no 760, Davenescourt - Moreuil - Amiens).

### Énergie
Huit éoliennes constituant le parc du bois de la Hayette sont construites  à Hargicourt en 2021/2022

## Toponymie
À la suite d'une consultation de la population des communes concernées en juin 2018, le nom de la commune nouvelle a été choisi  par 67 % des avis exprimés parmi trois propositions : Les Trois-Rivières, Pontharmel ou Hamelicourt-sur-Avre,.
La dénomination des Trois-Rivières fait référence aux trois cours d'eau qui traversent la commune nouvelle, l'Avre, la Cologne et les Trois Doms.

## Histoire
En 2016, les communes de Contoire-Hamel, Hargicourt et Pierrepont-sur-Avre envisagent la fusion de leurs collectivités au sein d'une commune nouvelle, afin de mettre en commun leurs atouts (Contoire-Hamel avec la cartonnerie DS Smith packaging et un parc éolien. Hargicourt avec sa coopérative agricole) et de conforter leur pratique de partenariat tout en favorisant l'attractivité de leur territoire
La commune nouvelle est ainsi créée à la demande des conseils municipaux des trois communes concernées, au 1er janvier 2019 par un arrêté préfectoral du 12 novembre 2018. Son chef-lieu est fixé à Pierrepont-sur-Avre.
Fin 2020, la commune nouvelle de 1500 habitants entreprend des travaux. Les bâtiments communaux sont réorganisés.
Pierrepont va devenir le centre administratif et commercial. La mairie s'installe dans la poste. Hargicourt accueille gare et école. Contoire-Hamel est axé sur l'industrie et sa maison de santé pluri-professionnelle depuis le 30 avril 2018… Le coût est entre 800 000 et un million d'euros. Les travaux dureront plus d'un an.

## Politique et administration

### Rattachements administratifs et électoraux
La commune se trouve  dans l'arrondissement de Montdidier du département de la Somme.
À la suite du décret du 5 mars 2020, la commune nouvelle est entièrement rattachée au canton de Roye.

### Intercommunalité
Trois-Rivière fait le choix d'être membre de la communauté de communes du Grand Roye, alors que deux de ses communes déléguées étaient membres de la communauté de communes Avre Luce Noye,.

### Tendances politiques et résultats
Lors du premier tour de l'Élection présidentielle de 2022, les quatre premiers candidats retenus par les électeurs de la commune sont Marine Le Pen (41,47 % des suffrages exprimés), Emmanuel Macron (24,03 %), Jean-Luc Mélenchon (13,57 %) et Éric Zemmour (4,36 %).
Au second tour, Marine Le Pen recueille 500 voix (62,03 %) et le candidat élu Emmanuel Macron 306 voix (37,97 %), lors d'un scrutin où 17,08 % des électeurs se sont abstenus,.

### Liste des maires
| Période      | Période                       | Identité  | Étiquette     | Qualité |
| ------------ | ----------------------------- | --------- | ------------- | --- |
| janvier 2019 | En cours (au 10 janvier 2025) | Joël Suin | Divers gauche | Maire de Contoire (2001 → 2018) Vice-président de la CC du Grand Roye (2020 → ) Réélu pour le mandat 2020-2026 |

## Équipements et services publics
Une épicerie coopérative et autogérée est installée en 2024 dans les anciens locaux de l'agence postale communale, mis à disposition par la mairie.

### Enseignement
L'un des premiers projets réalisés de Trois-Rivières est la création d'un regroupement pédagogique concentré (RPC), dont le bâtiment conçu par l’architecte Pierre-Louis Letellier accueille à la rentrée 2022 192 élèves, répartis en 8 classes de la maternelle au CM2, et qui habitent les communes de Trois-Rivières, Braches et La Neuville-Sire-Bernard,.

### Santé
Une maison pluriprofessionnelle de santé a été ouverte en 2018 à l'initiative de la commune, et étendue en 2022

### Postes et télécommunications
Une agence postale communale est implantée en 2018 en mairie, en remplacement de l'ancien bureau de poste

## Population et société

### Démographie
La population des anciennes communes puis de la commune nouvelle est connue par les recensements menés régulièrement par l'Insee. Ces chiffres concernent le territoire de l'actuelle commune nouvelle.
En 2025, la commune nouvelle comptait 1 484 habitants. 
| 1968  | 1975 | 1982  | 1990  | 1999  | 2010  | 2015  | 2021  |
| ----- | ---- | ----- | ----- | ----- | ----- | ----- | ----- |
| 1 006 | 977  | 1 060 | 1 103 | 1 172 | 1 382 | 1 488 | 1 495 |

### Manifestations culturelles et festivités
Le marché de printemps est organisé depuis 2024 un week-end d'avril par l'association des parents d'élèves du regroupement pédagogique.
Certains spectacles du festival de langue picarde Chés Wèpes organisé dans le Grand Roye ont lieu à Trois Rivières

## Économie
L'entreprise DS Smith Packaging, une unité de fabrication d'emballages en carton recyclé qui emploie en 2024 240 salariés permanents, est implantée à Contoire-Hamel sur le site de 20 ha d'une ancienne usine implantée en 1785,.

## Culture locale et patrimoine

### Lieux et monuments
On peut signaler : 
- l’église Saint-Georges d'Hargicourt , construite en 1855 ;
- l’église Saint-Pierre de Contoire, au clocher excentré, comprenant la dalle funéraire de Jean Ronsoy, du XIIIe siècle[48] ;
- l’église Notre-Dame de l’Assomption de Pierrepont-sur-Avre
- la chapelle Saint-Riquier, à Pierrepont-sur-Avre, reconstruite en 1930, après la Première Guerre mondiale.